# Dornstadt
Dornstadt ist eine Gemeinde im Alb-Donau-Kreis des deutschen Bundeslandes Baden-Württemberg (Deutschland). Sie liegt acht Kilometer nördlich von Ulm.

## Geographie

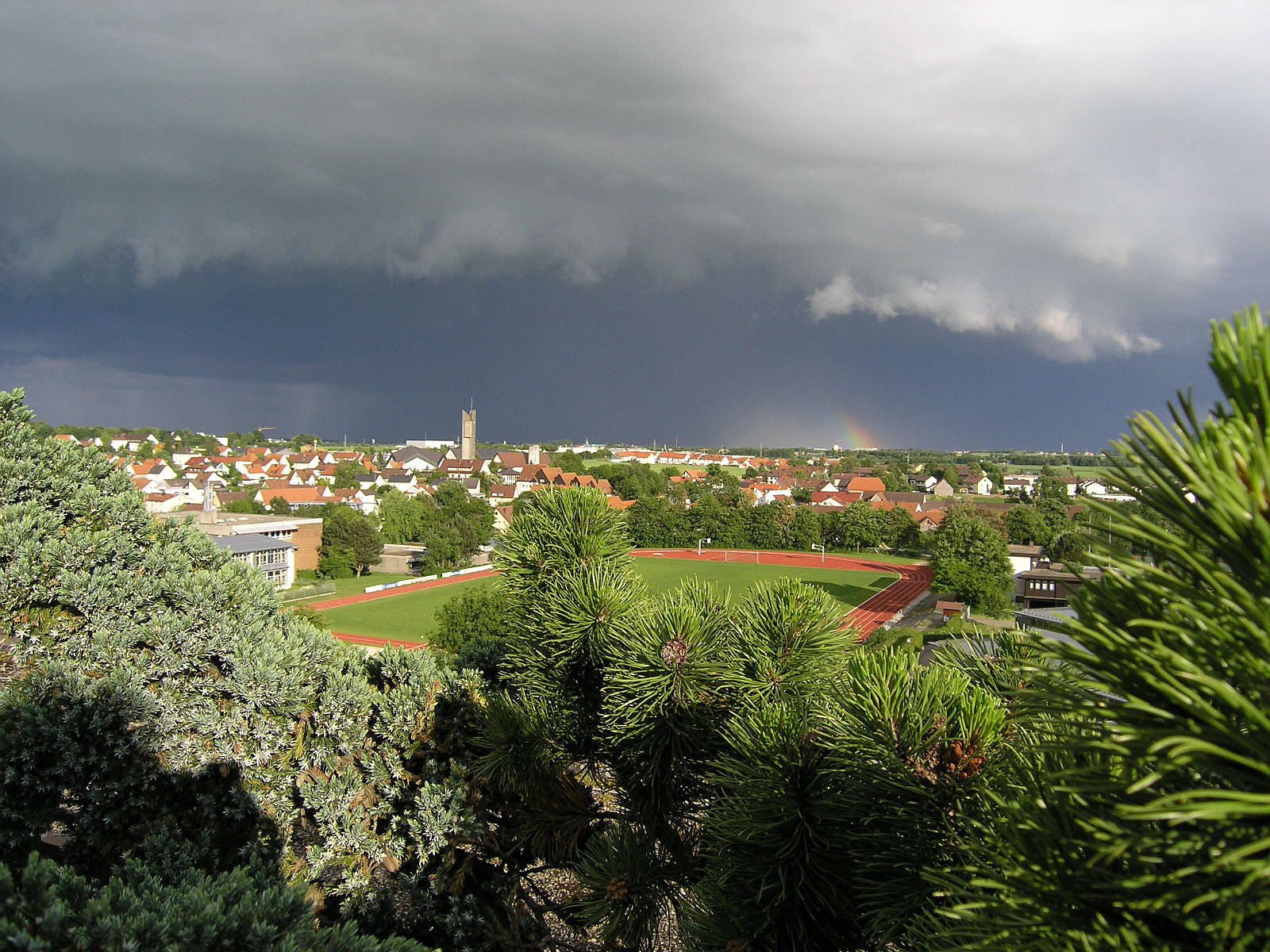
Dornstadt

### Geographische Lage
Dornstadt liegt auf der am Südrand der Schwäbischen Alb gelegenen Ulmer Alb. Dornstadt selbst liegt auf 590 m über NN, der Teilort Scharenstetten auf 707 m über NN.

### Nachbargemeinden
Die Gemeinde grenzt im Norden an Lonsee, im Osten an Westerstetten und Beimerstetten, im Süden an die Stadt Ulm, im Südwesten an Blaustein, und im Nordwesten an Merklingen, Laichingen und Nellingen.

### Schutzgebiete
Einige Landschaftsteile auf dem Gemeindegebiet wurden als Landschaftsschutzgebiet Dornstadt ausgewiesen. Die Gemeinde hat überdies Anteile an den FFH-Gebieten Kuppenalb bei Laichingen und Lonetal und Blau und Kleine Lauter sowie am Vogelschutzgebiet Täler der Mittleren Flächenalb.

## Geschichte

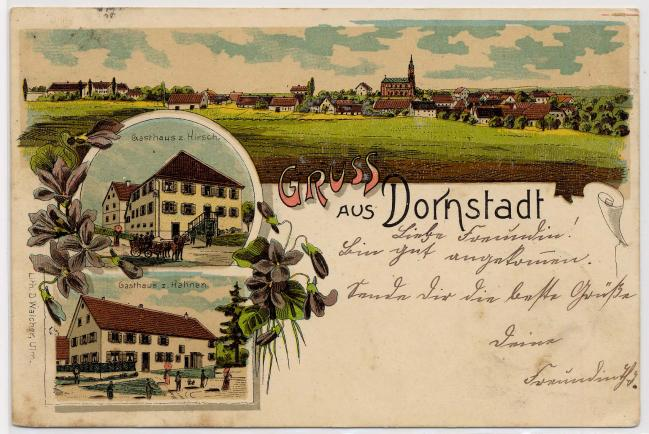
Dornstadt um 1900

### Bis zum 19. Jahrhundert
Der Ort wurde 1225 erstmals urkundlich erwähnt. Die verbreitete Jahreszahl 1209 wird von der Landesarchivdirektion Baden-Württemberg nicht bestätigt. Bis 1465 gehörte Dornstadt zu den Besitztümern des Klosters Lorch und ging dann über in den Besitz des Klosters Elchingen und war dem Pflegamt Tomerdingen unterstellt. Kirchlicherseits gehörte Dornstadt bis 1674 zur Tormerdinger Pfarrei Mariä-Himmelfahrt und wurde dann zur selbständigen Pfarrei erhoben. Im Rahmen des Reichsdeputationshauptschlusses im Jahre 1803 verlor das Kloster Elchingen seinen Landbesitz. Dornstadt wurde vorübergehend bayerisch, bis es schließlich 1810 durch den Grenzvertrag zwischen Bayern und Württemberg dem Königreich Württemberg zufiel und dem Oberamt Blaubeuren unterstellt wurde.

### 20. und 21. Jahrhundert
Bei der Kreisreform während der NS-Zeit in Württemberg gelangte Dornstadt 1938 zum Landkreis Ulm. 1945 wurde der Ort Teil der Amerikanischen Besatzungszone und gehörte somit zum neu gegründeten Land Württemberg-Baden, das 1952 im jetzigen Bundesland Baden-Württemberg aufging. 1973 erfolgte die Kreisreform in Baden-Württemberg, bei der Dornstadt zum Alb-Donau-Kreis kam.
Die Gemeinde in ihrer jetzigen Zusammensetzung entstand Mitte der 1970er Jahre. Nachdem die Gemeinde Bollingen mit ihrem Ortsteil Böttingen bereits am 1. Juli 1971 eingemeindet worden war, vereinigten sich am 1. Januar 1975 die Gemeinden Dornstadt und Tomerdingen zur neuen Gemeinde Dornstadt, und die Gemeinden Scharenstetten und Temmenhausen wurden in die neue Gemeinde eingegliedert.
Heute ist der Ort Dornstadt selbst mit rund 4400 Einwohnern der größte Teilort der Gesamtgemeinde.

### Einwohnerentwicklung
Es handelt sich um Einwohnerzahlen nach dem jeweiligen Gebietsstand. Die Zahlen sind Volkszählungsergebnisse (¹) oder amtliche Fortschreibungen des Statistischen Landesamtes Baden-Württemberg (nur Hauptwohnsitze).
| Jahr                 | Einwohner |
| -------------------- | --------- |
| 1. Dezember 1871 ¹   | 2634      |
| 1. Dezember 1880 ¹   | 2729      |
| 1. Dezember 1890 ¹   | 2833      |
| 1. Dezember 1900 ¹   | 2598      |
| 1. Dezember 1910 ¹   | 2626      |
| 16. Juni 1925 ¹      | 2579      |
| 16. Juni 1933 ¹      | 2610      |
| 17. Mai 1939 ¹       | 2728      |
| 13. September 1950 ¹ | 3822      |
| 6. Juni 1961 ¹       | 4592      |

| Jahr              | Einwohner |
| ----------------- | --------- |
| 27. Mai 1970 ¹    | 6458      |
| 31. Dezember 1980 | 8680      |
| 27. Mai 1987 ¹    | 8356      |
| 31. Dezember 1990 | 8857      |
| 31. Dezember 1995 | 8510      |
| 31. Dezember 2000 | 8523      |
| 31. Dezember 2005 | 8571      |
| 31. Dezember 2010 | 8408      |
| 31. Dezember 2015 | 8996      |
| 31. Dezember 2020 | 8722      |
| 31. Dezember 2022 | 9309      |

## Ortsteile

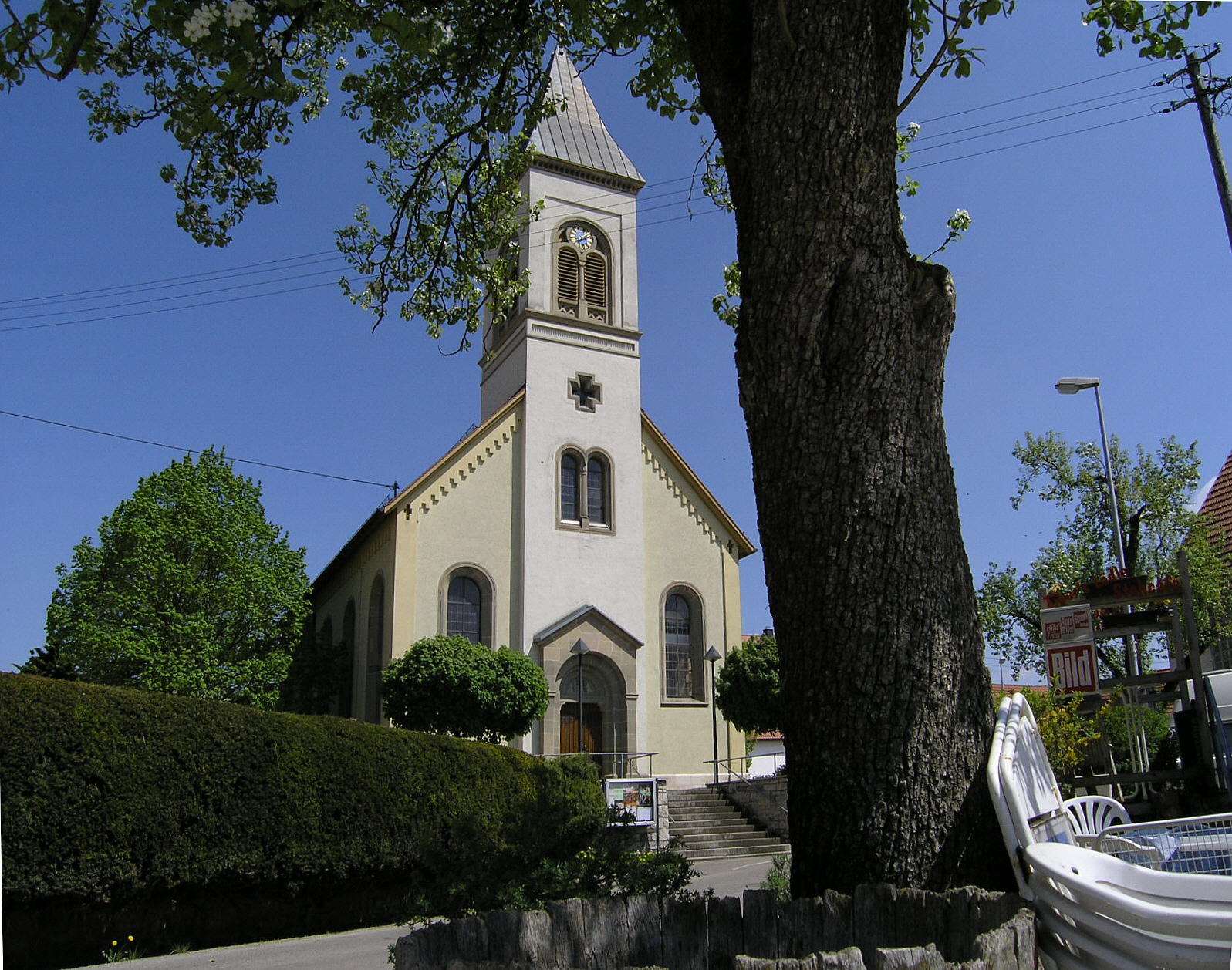
Bollingen Kirche St. Stephanus

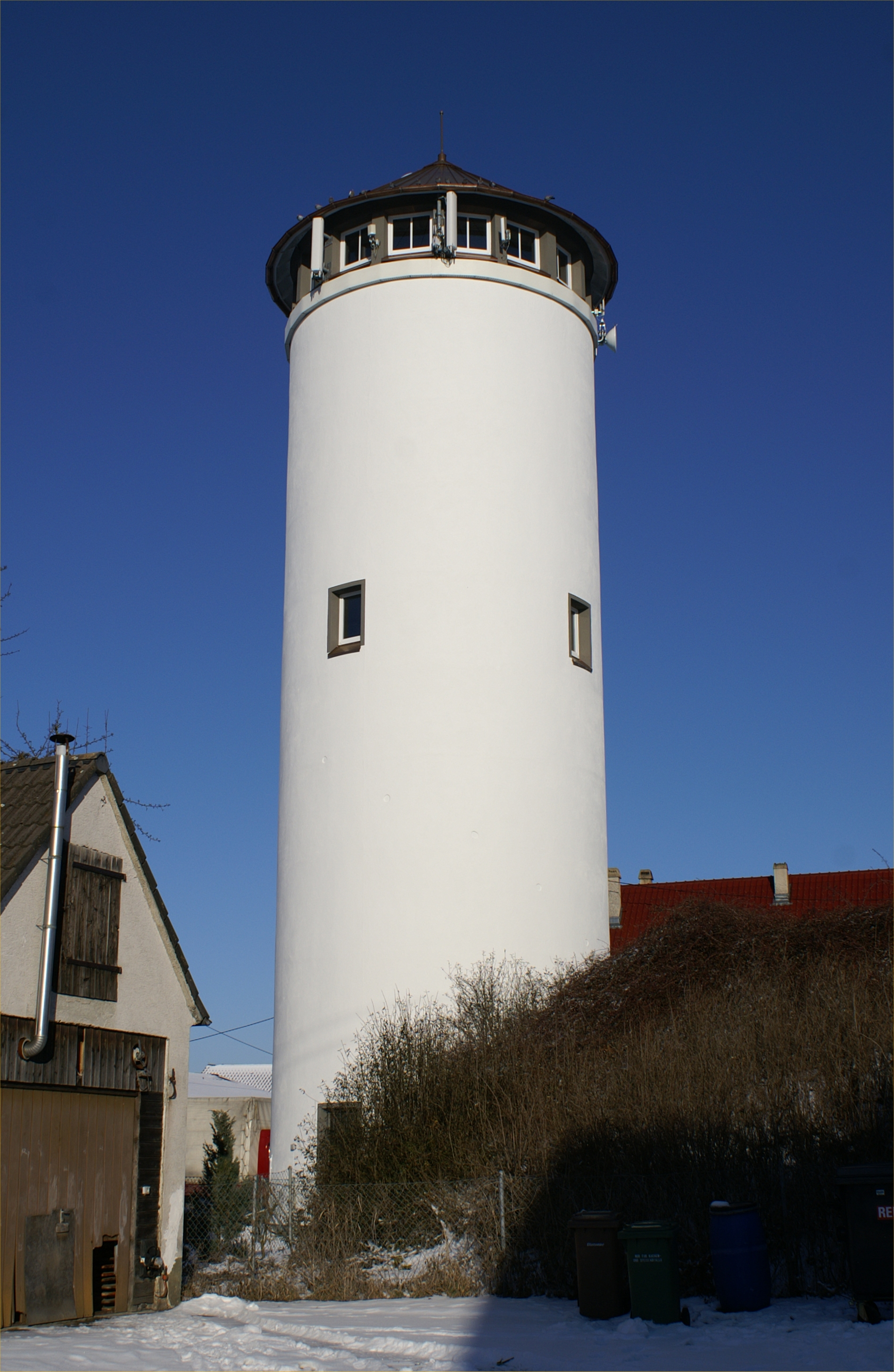
Der Wasserturm in Scharenstetten

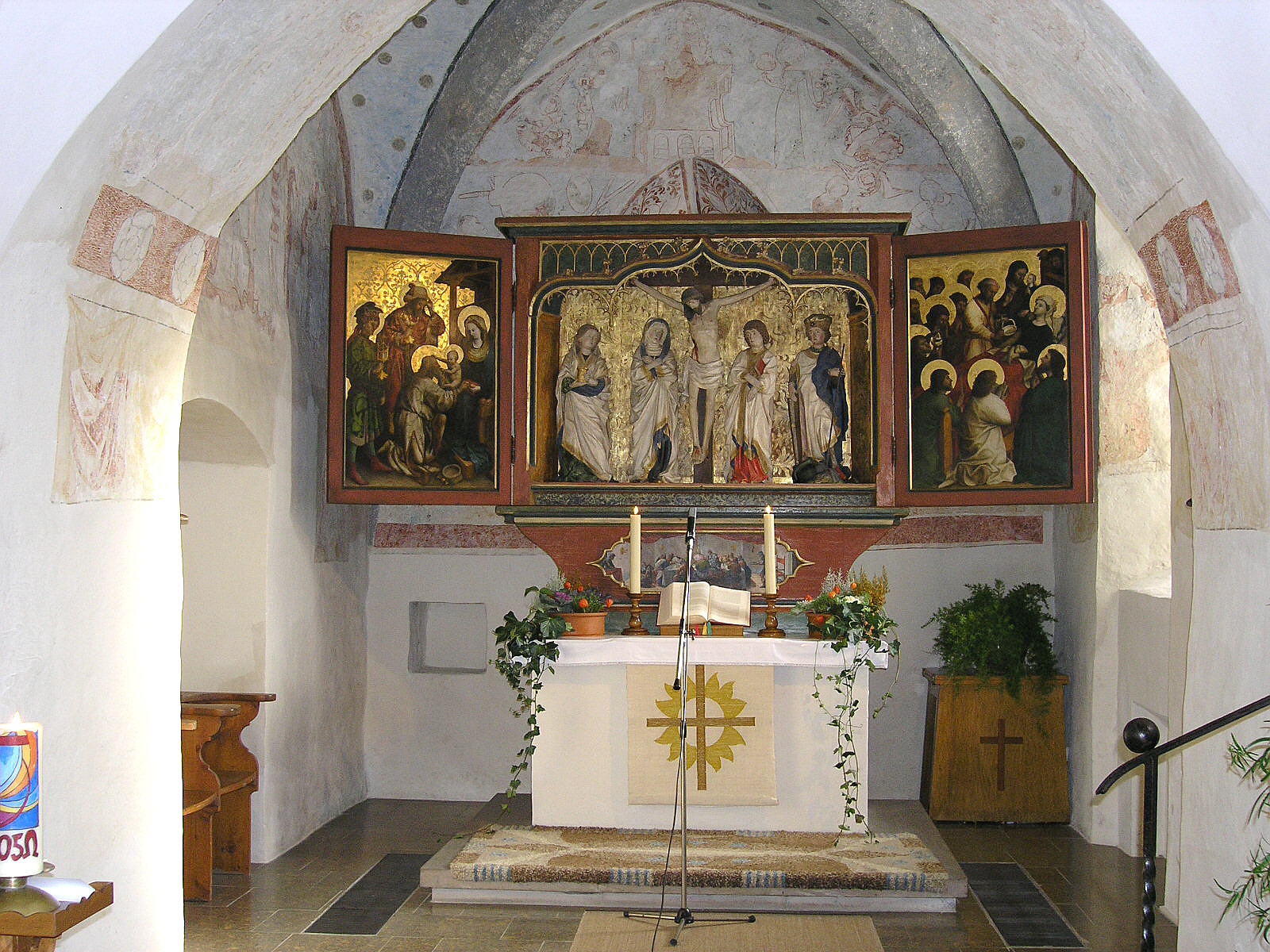
Der Altar von Scharenstetten

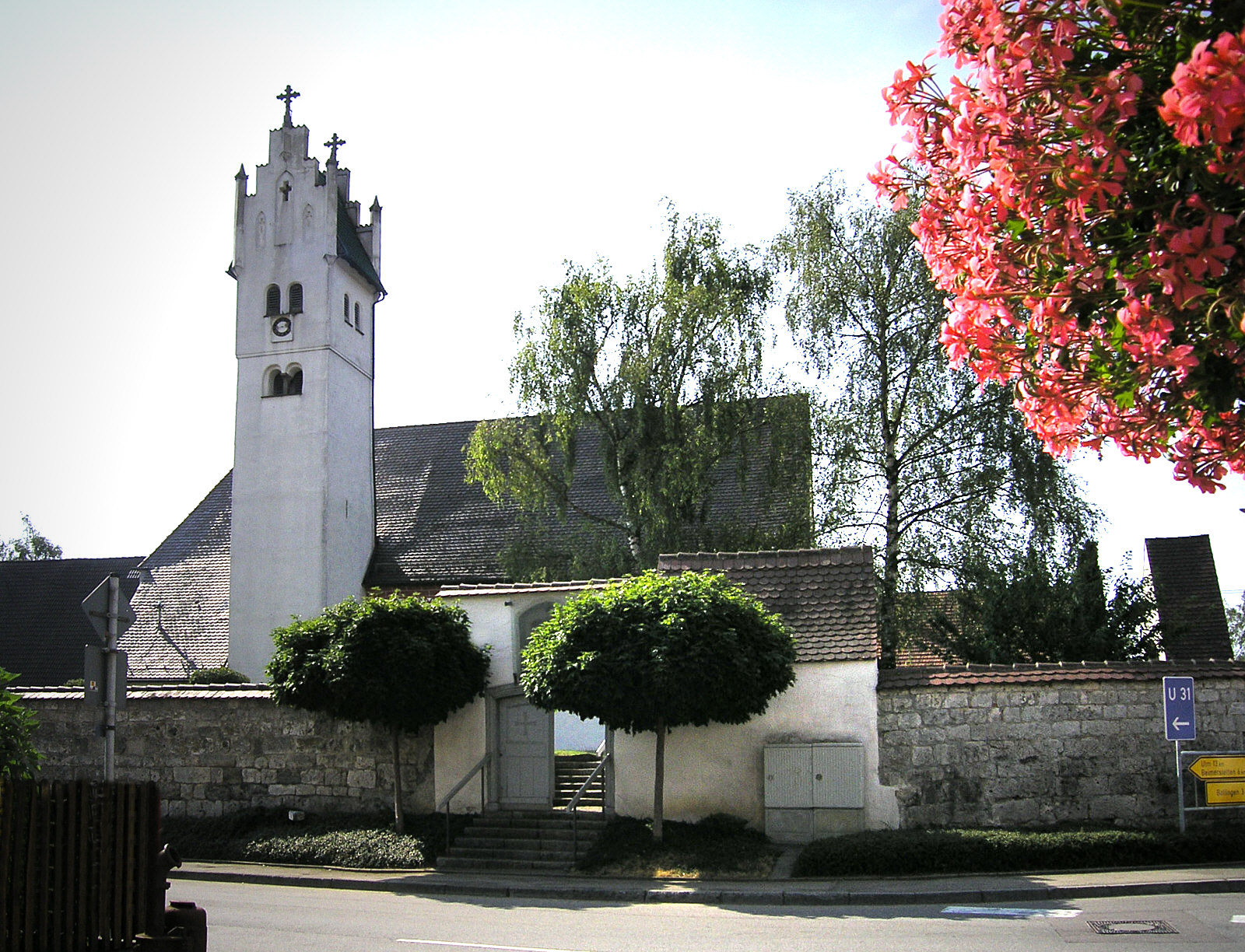
Tomerdingen Martinskirche

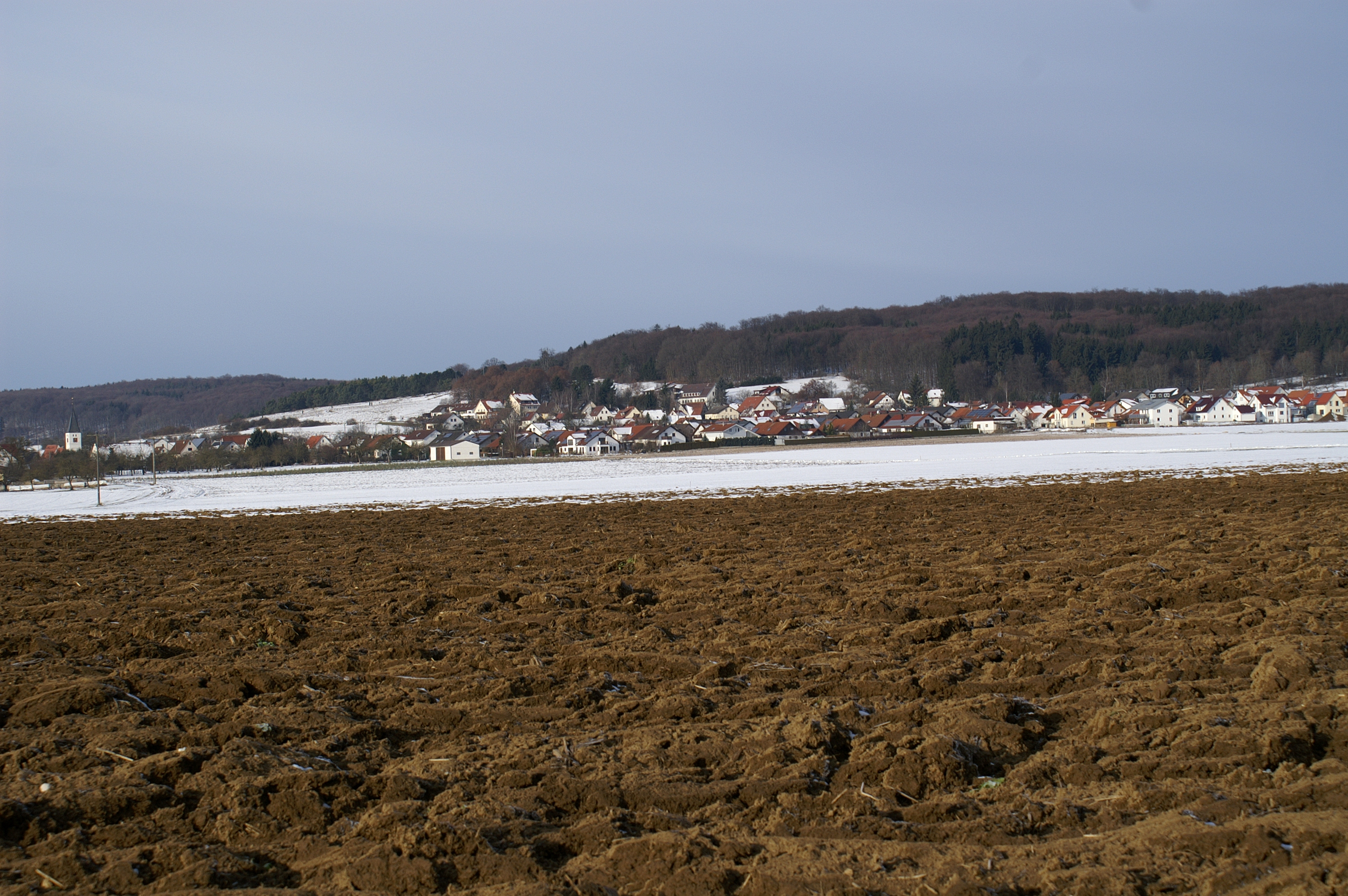
Klifflinie bei Temmenhausen

### Bollingen
| Wappen | Bollingen liegt am Rande des Kiesentals und kann auf urkundliche Erwähnungen aus dem 12. Jahrhundert zurückblicken. Es hat derzeit rund 1100 Einwohner. Enge Bindungen bestehen zum benachbarten Weiler Böttingen. |

### Scharenstetten
| Wappen | Scharenstetten hat ca. 800 Einwohner und liegt auf einer Anhöhe der Mittleren Kuppenalb und ist von Weitem vor allem durch den 28 m hohen Wasserturm und den 23 m hohen Kirchturm sichtbar. Der Name des Dorfes kommt vermutlich vom Gründer des Dorfes, einem Scaro. Die erste urkundliche Nennung erfolgte 1260. Besonders sehenswert ist die Laurentiuskirche. Das Kirchenschiff in seiner jetzigen Form ist wahrscheinlich erst 200 Jahre alt, der Kirchturm mit den gekuppelten, doppelbogigen Schallfenstern allerdings stammt aus dem 11. Jahrhundert. |

Die Fresken aus dem 14. Jahrhundert im Chorbereich wurden bei Renovierungsarbeiten 1958 festgelegt. Die Apostelbilder des Tomerdinger Barockmalers Josef Wannenmacher kamen 1767 in die Kirche. Von besonderer Bedeutung ist der Altar der Kirche, der aus der Schule von Hans Multscher stammt und um 1450 entstand. Während des Bildersturms wurde er aus dem Ulmer Münster, wo er ursprünglich stand, in ein Ulmer Magazin verlagert. 1760 wurde er in der Laurentiuskirche aufgestellt, da der vorhandene Scharenstetter Altar in keinem guten Zustand war und der damalige Scharenstetter Amtmann das Ulmer Pfarrkirchenbaupflegeamt um einen alten Altar gebeten hatte.

### Temmenhausen
| Wappen | Temmenhausen liegt direkt am Anstieg von der Mittleren Flächenalb zur Mittleren Kuppenalb, der sogenannten Klifflinie, und damit am Strand eines ehemaligen Meeres, das vor einigen Millionen Jahren austrocknete. Temmenhausen beheimatet gut 600 Menschen. Für die Jugend gibt es zwei Jugendtreffs, den Container Temmenhausen und die Molke Temmenhausen. |

### Tomerdingen
| Wappen | Der flächenmäßig größte Teilort Tomerdingen mit etwa 1800 Bewohnern war schon während der La-Tène-Zeit besiedelt. In der Kirche St. Martin finden sich Siedlungsfunde seit der Karolingerzeit. |

## Politik

### Bürgermeister
- 1964–1991: Manfred Klein
- 1991–2007: Erich Mack
- seit 2007: Rainer Braig

Bei der Bürgermeisterwahl am 22. April 2007 wurde Rainer Braig mit 51,4 Prozent der Stimmen gewählt. Er trat sein Amt am 1. Juli 2007 an. 2015 und 2023 wurde er wiedergewählt.

### Gemeinderat
In Dornstadt wird der Gemeinderat nach dem Verfahren der unechten Teilortswahl gewählt. Dabei kann sich die Zahl der Gemeinderäte durch Überhangmandate verändern. Der Gemeinderat besteht aus den gewählten ehrenamtlichen Gemeinderäten und dem Bürgermeister als Vorsitzendem. Der Bürgermeister ist im Gemeinderat stimmberechtigt. Der Gemeinderat in Dornstadt hat nach der letzten Wahl 24 Mitglieder. Die Kommunalwahl am 9. Juni 2024 führte zu folgendem Endergebnis.
| Parteien und Wählergemeinschaften | Parteien und Wählergemeinschaften                                         | % 2024 | Sitze 2024 | % 2019 | Sitze 2019 | Kommunalwahl 2024 %50403020100 45,4 %25,3 %11,8 %17,5 % FWCDU/BWVSPDBIGGewinne und Verlusteim Vergleich zu 2019 %p 18 16 14 12 10 8 6 4 2 0 −2 −4 −6 −8−6,1 %p−6,3 %p−5,0 %p+17,5 %pFWCDU/BWVSPDBIG |
| FW                                | Freie Wähler                                                              | 45,4   | 11         | 51,5   | 12         | Kommunalwahl 2024 %50403020100 45,4 %25,3 %11,8 %17,5 % FWCDU/BWVSPDBIGGewinne und Verlusteim Vergleich zu 2019 %p 18 16 14 12 10 8 6 4 2 0 −2 −4 −6 −8−6,1 %p−6,3 %p−5,0 %p+17,5 %pFWCDU/BWVSPDBIG |
| CDU/BWV                           | Christlich Demokratische Union Deutschlands/Bürgerliche Wählervereinigung | 25,3   | 6          | 31,6   | 7          | Kommunalwahl 2024 %50403020100 45,4 %25,3 %11,8 %17,5 % FWCDU/BWVSPDBIGGewinne und Verlusteim Vergleich zu 2019 %p 18 16 14 12 10 8 6 4 2 0 −2 −4 −6 −8−6,1 %p−6,3 %p−5,0 %p+17,5 %pFWCDU/BWVSPDBIG |
| SPD                               | Sozialdemokratische Partei Deutschlands                                   | 11,8   | 3          | 16,8   | 4          | Kommunalwahl 2024 %50403020100 45,4 %25,3 %11,8 %17,5 % FWCDU/BWVSPDBIGGewinne und Verlusteim Vergleich zu 2019 %p 18 16 14 12 10 8 6 4 2 0 −2 −4 −6 −8−6,1 %p−6,3 %p−5,0 %p+17,5 %pFWCDU/BWVSPDBIG |
| BIG                               | Bürgerliche Interessen Gemeinschaft                                       | 17,5   | 4          | --     | --         | Kommunalwahl 2024 %50403020100 45,4 %25,3 %11,8 %17,5 % FWCDU/BWVSPDBIGGewinne und Verlusteim Vergleich zu 2019 %p 18 16 14 12 10 8 6 4 2 0 −2 −4 −6 −8−6,1 %p−6,3 %p−5,0 %p+17,5 %pFWCDU/BWVSPDBIG |
| gesamt                            | gesamt                                                                    | 100,0  | 24         | 100,0  | 23         | Kommunalwahl 2024 %50403020100 45,4 %25,3 %11,8 %17,5 % FWCDU/BWVSPDBIGGewinne und Verlusteim Vergleich zu 2019 %p 18 16 14 12 10 8 6 4 2 0 −2 −4 −6 −8−6,1 %p−6,3 %p−5,0 %p+17,5 %pFWCDU/BWVSPDBIG |
| Wahlbeteiligung                   | Wahlbeteiligung                                                           | 64,7 % | 64,7 %     | 62,7 % | 62,7 %     | Kommunalwahl 2024 %50403020100 45,4 %25,3 %11,8 %17,5 % FWCDU/BWVSPDBIGGewinne und Verlusteim Vergleich zu 2019 %p 18 16 14 12 10 8 6 4 2 0 −2 −4 −6 −8−6,1 %p−6,3 %p−5,0 %p+17,5 %pFWCDU/BWVSPDBIG |

### Partnerschaften
Dornstadt pflegt seit 1989 eine Partnerschaft zum französischen Coutras im Département Gironde der Region Nouvelle-Aquitaine.

## Verkehr
Dornstadt liegt direkt an der A 8 Stuttgart–München, Autobahnausfahrt Ulm-West/Dornstadt (Ausfahrt 62) sowie an der Schnellfahrstrecke Wendlingen–Ulm. Östlich verläuft die Filstalbahn.
Im ÖPNV ist Dornstadt über die Linie 49 Nellingen – Ulm der RAB angebunden.
Die Ortsteile Scharenstetten, Tomerdingen und Temmenhausen liegen am Fränkisch-Schwäbischen Jakobsweg, einem Pilgerweg, der nach Ulm und weiter nach Spanien führt.

## Wirtschaft

### Ansässige Unternehmen
Dornstadt hat ein 40 Hektar großes Gewerbegebiet namens Himmelweiler eingerichtet, Expansionsraum für Unternehmen in der Region Ulm/Neu-Ulm. Zudem gibt es an der Filstalbahn einen
Containerbahnhof der Deutsche Umschlaggesellschaft Schiene-Straße mbH, der im November 2005 eröffnet wurde. Die günstige Verkehrslage macht Dornstadt für viele Unternehmen attraktiv.
Laut Angaben der Deutschen Bahn von März 2016 werde der für 100.000 Umschläge pro Jahr ausgelegte Bahnhof nahe an seiner Leistungsgrenze betrieben. Für eine Erweiterung des Terminals, westlich der bestehenden Anlage, liefe die Planung in einem frühen Stadium.
ASYS Automatisierungssysteme mit Sitz in Dornstadt ist ein Hersteller von Handhabungs- und Siebdrucksystemen für die Elektronikfertigung.
Die Schuhhaus Werdich GmbH & Co. KG gehört mit 45 Fachgeschäften zu den 20 größten Filialisten im deutschen Schuheinzelhandel.

### Windpark Temmenhausen
Seit Anfang 2007 sind zwischen Temmenhausen und Bermaringen fünf Windkraftanlagen der Firma Vestas in Betrieb. Die Nabenhöhe der drei Windräder, welche auf der Bermaringer Seite liegen, beträgt 108 m, die der beiden bei Temmenhausen 98 m.

### Militär
Das Sanitätsregiment 3 der Bundeswehr ist in der Rommel-Kaserne auf dem Lerchenfeld stationiert. Im Zweiten Weltkrieg gab es hier auch den Fliegerhorst Ulm-Dornstadt.

## Kultur und Sehenswürdigkeiten

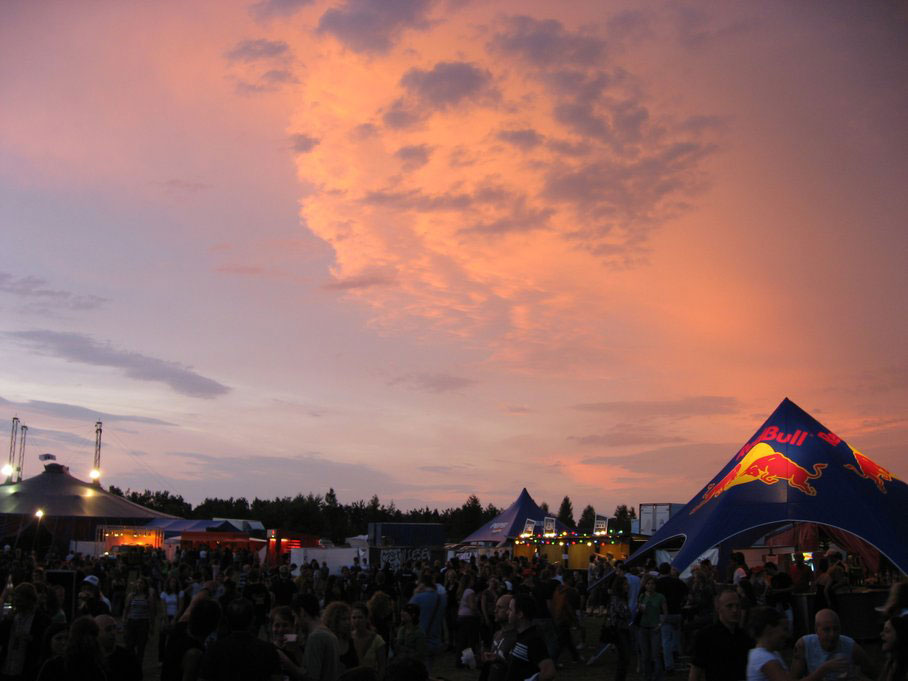
Das Obstwiesenfestival

### Regelmäßige Veranstaltungen
Jeden Sommer findet in Dornstadt das Obstwiesenfestival statt, auf dem zahlreiche, mitunter auch gut bekannte Live-Bands auftreten. Der Eintritt ist frei.

## Bildung
Am Bühl-Schulzentrum in Dornstadt gibt es eine Grundschule, eine Werkrealschule, eine Realschule, sowie ein sogenanntes Sonderpädagogisches Beratungs- und Bildungszentrum mit dem Schwerpunkt Lernen, an dem Kinder mit Lernschwierigkeiten unterrichtet werden. Außerdem befindet sich am Schulzentrum die Gemeindebücherei, der Gemeine Dornstadt. Dort finden im Rahmen einer dezentralen Volkshochschule, einer gemeinsamen Volkshochschule die zusammen mit anderen Gemeinden betrieben wird, Weiterbildungsangebote für Erwachsene statt.

## Persönlichkeiten

### Söhne und Töchter der Gemeinde
- Johann Peter Miller (1705–1781), geboren in Scharenstetten, Altphilologe und Pädagoge
- Joseph Wannenmacher (1722–1780) geboren in Tomerdingen, schwäbischer Barockmaler und Freskant
- Marlies Kohnle-Gros (* 1956), Politikerin (CDU)

### Persönlichkeiten, die mit Dornstadt verbunden sind
- Manfred Klein (1936–2012), von 1964 bis 1991 Bürgermeister vom Dornstadt, Landtagsabgeordneter (CDU)
- Karl Müller (1893–1955), Lehrer und Botaniker, lebte an 1925 in Dornstadt
- Charytyna Pekartschuk (1894–1973),  Ukrainische politische Aktivistin, Sanitäterin und Unteroffizierin, verstarb in Dornstadt und ist dort beigesetzt
- Natalija Polonska-Wassylenko (1884–1973), ukrainische Historikerin, verstarb in Dornstadt und ist dort beigesetzt